# ألفريدو رافاييل سوسا
ألفريدو رافاييل سوسا (بالإسبانية: Alfredo Rafael Sosa)‏ هو لاعب كرة قدم أرجنتيني في مركز الهجوم، ولد في 7 مايو 1988 في مدينة سان فرناندو ديل فالي دي كاتاماركا في الأرجنتين. لعب مع إستوديانتيس دي لا بلاتا ودينامو تيرانا ونادي سكندربيو كورتشه ونادي شريف تيراسبول ونادي فلامورتاري فلوره ونادي لاتشي.

## وصلات خارجية
- ألفريدو رافاييل سوسا على موقع قاعدة بيانات كرة القدم.إي يو (الإنجليزية)
- ألفريدو رافاييل سوسا على موقع Soccerway.com (الإنجليزية)
- ألفريدو رافاييل سوسا على موقع عالم كرة القدم.نت (الإنجليزية)